# ریمر براون
ریمر براون (انگلیسی: Rimmer Brown؛ زادهٔ) بازیکن فوتبال است.
از باشگاه‌هایی که در آن بازی کرده‌است می‌توان به باشگاه فوتبال استوک‌پورت کانتی و باشگاه فوتبال منچستر یونایتد اشاره کرد.